# 面對面 (aiko單曲)
《面對面》，日本女性創作歌手aiko的第27張單曲。2010年4月21日發行。

## 簡介
前作《無法挽回的明日》約兩個月之後、專輯《BABY》約一個月之後發行。
被用作人氣漫畫《達令是外國人》改編的同名電影（井上真央主演）的主題曲。漫畫原作者小栗左多里以及井上真央都對aiko倍加讚賞。這也是aiko和井上真央的第二次合作，2008年井上主演的電影《流星花園Final》的主題曲《KissHug》也是由aiko演唱。
c/w曲《甘色地毯》原是2008年發行的錄音室專輯《秘密》的候選歌曲。
單曲在Oricon公信榜最高排行第2位。
同年年底被邀請上NHK紅白歌合戰（第61回）演唱這首歌。

## 收錄曲目
1. 面對面（向かいあわせ）
東寶電影《達令是外國人》的主題曲
2. 殘餘碎片（カケラを残す）
3. 甘色地毯（甘い絨毯）
4. 面對面（instrumental）

全 作詞、作曲：aiko；編曲：島田昌典

## 外部連結
- 唱片介紹